# Andreas Günter
Andreas Günter (* 12. Februar 1988 in Freudenstadt) ist ein ehemaliger deutscher Nordischer Kombinierer.

## Werdegang
Andreas Günter lebt in Freiburg und startet für den SV Baiersbronn. Im Oktober 2004 bestritt er in Kranj seine ersten internationalen Juniorenrennen, im Januar 2005 in Planica seine ersten FIS-Rennen. Im September des Jahres erreichte er in Winterberg als Viertplatzierter erstmals eine einstellige Platzierung in einem FIS-Rennen. Im Dezember 2006 konnte Günter in Steamboat Springs seine ersten Rennen im B-Weltcup bestreiten. Sein erstes Rennen, ein Wettbewerb nach der Gundersen-Methode, beendete er als 34. Für mehr als ein Jahr sollte er nun regelmäßig in dieser Wettkampfserie starten, in Stryn konnte er als Fünftplatzierter eines Sprints im März 2007 erstmals ein Top-Ten-Resultat in dieser Wettkampfserie erreichen. Im Januar 2008 debütierte Günter in Seefeld im Weltcup der Nordischen Kombination und belegte in seinem ersten Sprintrennen einen 36. Platz. Bei der Junioren-Weltmeisterschaft in den Nordischen Skisportarten 2008 in Zakopane belegte er Platz fünf im Gundersen-Wettbewerb, wurde Sechster im Sprint und gewann an der Seite von Wolfgang Bösl, Markus Förster und Stefan Tuss die Goldmedaille im Teamwettkampf. In Oslo gewann er im Monat darauf in einem Gundersen-Rennen als 26. seine ersten Weltcuppunkte. Einen Tag später wurde er in einem Kompakt-Sprint 20. Diese Platzierung erreichte er noch mehrere weitere Male, konnte aber bislang nie besser als 20. im Weltcup werden. Seit 2008 startet Günter meist im Weltcup, zeitweise auch im Continental-Cup oder anderen unterklassigen Rennserien. Sein bestes Ergebnis im Gesamtweltcup ist bislang ein 45. Platz, erreicht in der Saison 2007/08. Seine Karriere beendete er im Jahr 2013.

## Statistik

### Weltcup-Platzierungen
| Saison  | Platz | Punkte |
| ------- | ----- | ------ |
| 2007/08 | 45.   | 068    |
| 2008/09 | 50.   | 036    |
| 2009/10 | 46.   | 045    |

### Grand-Prix-Platzierungen
| Saison | Platz | Punkte |
| ------ | ----- | ------ |
| 2009   | 28.   | 029    |
| 2011   | 29.   | 025    |
| 2012   | 21.   | 102    |

### Continental-Cup-Platzierungen
| Saison  | Platz | Punkte |
| ------- | ----- | ------ |
| 2006/07 | 22.   | 148    |
| 2007/08 | 13.   | 259    |
| 2008/09 | 03.   | 642    |
| 2009/10 | 11.   | 319    |
| 2011/12 | 22.   | 192    |
| 2012/13 | 01.   | 698    |

### Platzierungen beiDeutschen Meisterschaften
| Jahr und Ort      | Wettbewerb | Wettbewerb | Wettbewerb |
| Jahr und Ort      | Gundersen  | Sprint     | Teamsprint |
| ----------------- | ---------- | ---------- | ---------- |
| 2006 Oberhof      | –          | 23.        | –          |
| 2007 Winterberg   | 06.        | 03.        | –          |
| 2009 Garmisch-P.  | 10.        | –          | 04.        |
| 2011 Hinterzarten | 03.        | –          | 01.        |